# أكاديمية ألبرتينا

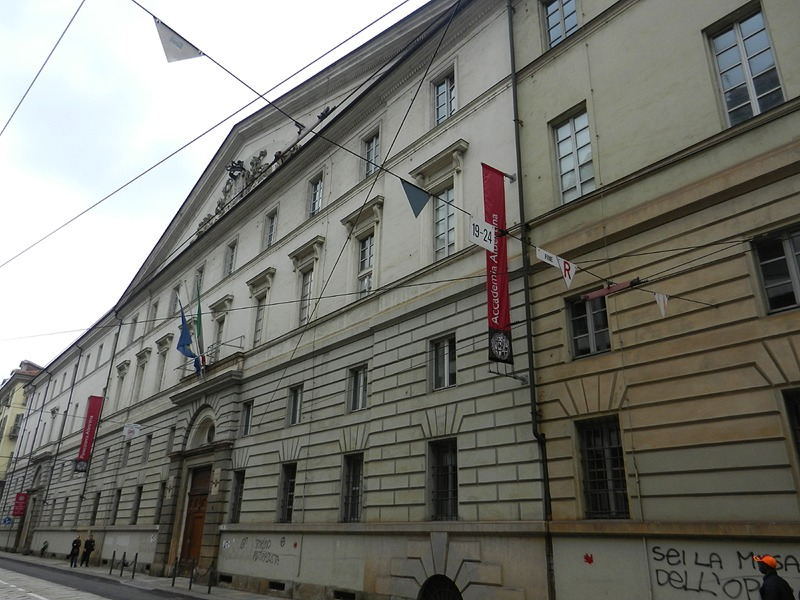
مقر أكاديمية ألبرتينا في تورينو

أكاديمية ألبرتينا للفنون الجميلة (بالإيطالية: Accademia Albertina delle Belle Arti) هي مؤسسة تعليمية في مدينة تورينو الإيطالية، تختص بتدريس الفنون الجميلة على مستوى التعليم العالي.

## التاريخ
أنشئت الأكاديمية رسميًا سنة 1678 على يد ماري جان أميرة سافوي، تحت اسم «أكاديمية الرسامين والنحاتين والمعماريين» (بالإيطالية: Accademia dei Pittori, Scultori e Architetti)، ثم أعاد كارلو ألبيرتو ملك سردينيا إحياءها سنة 1883 تحت اسم «ألبرتينا».
شهدت الأكاديمية تحولات الحركات الفنية في أواخر القرن التاسع عشر ومطلع القرن العشرين، من الواقعية إلى التركيبية في أعمال الرسامين أنطونيو فونتانيسي وجاكومو غروسو، والنحاتين فيسينزو فيلا وأودواردو تاباكي. وقد صارت تورينو بفضل هذه الأكاديمية مركزًا رياديًا من مراكز الفنون البصرية في منتصف القرن العشرين.

## وصلات خارجية
- الموقع الرسمي (بالإيطالية) (بالإنجليزية) (بالصينية)